# Jaden McDaniels
Jaden McDaniels (Fife, Washington, 29 de septiembre de 2000) es un baloncestista estadounidense que pertenece a la plantilla de los Minnesota Timberwolves de la NBA. Con 2,06 metros de estatura, ocupa la posición de ala-pívot. Es hermano menor del también baloncestista Jalen McDaniels y sobrino del exjugador Juwan Howard.

## Trayectoria deportiva

### Universidad
Tras participar en su etapa de instituto en los prestigiosos McDonald's All-American Game y Jordan Brand Classic, jugó una temporada con los Huskies de la Universidad de Washington, en la que promedió 13,0 puntos, 5,8 rebotes, 2,1 asistencias y 1,4 tapones por partido. Al término de la misma se declaró elegible para el Draft de la NBA, renunciando a los tres años de universidad que le quedaban.

#### Estadísticas
| Año     | Equipo     | PJ | PT | MPP  | %TC  | %3P  | %TL  | RPP | APP | ROB | TPP | PPP  |
| ------- | ---------- | -- | -- | ---- | ---- | ---- | ---- | --- | --- | --- | --- | ---- |
| 2019–20 | Washington | 31 | 21 | 31.1 | .405 | .339 | .763 | 5.8 | 2.1 | .8  | 1.4 | 13.0 |

### Profesional
Fue elegido en la vigésimo octava posición del Draft de la NBA de 2020 por Los Angeles Lakers. Luego fue traspasado a Oklahoma City Thunder junto con Danny Green a cambio de Dennis Schröder, y posteriormente fue enviado a los Minnesota Timberwolves.
En su tercera temporada en Minnesota, se hace con la titularidad disputando 79 encuentros. Además, el 17 de marzo de 2023, consigue la máxima anotación de su carrera con 25 puntos ante Chicago Bulls. Luego, el 10 de abril, se fractura la mano tras golpear la pared al término del encuentro ante New Orleans Pelicans.
En octubre de 2023 acuerda una extensión de contrato con los Wolves, por cinco temporadas y $136 millones.

## Estadísticas de su carrera en la NBA

### Temporada regular
| Año     | Equipo    | PJ  | PT  | MPP  | %TC  | %3P  | %TL  | RPP | APP | ROB | TPP | PPP  |
| ------- | --------- | --- | --- | ---- | ---- | ---- | ---- | --- | --- | --- | --- | ---- |
| 2020-21 | Minnesota | 63  | 27  | 24.0 | .447 | .364 | .600 | 3.7 | 1.1 | .6  | 1.0 | 6.8  |
| 2021-22 | Minnesota | 70  | 31  | 25.8 | .460 | .317 | .803 | 4.2 | 1.1 | .7  | .8  | 9.2  |
| 2022-23 | Minnesota | 79  | 79  | 30.6 | .517 | .398 | .736 | 3.9 | 1.9 | .9  | 1.0 | 12.1 |
| 2023-24 | Minnesota | 72  | 71  | 29.2 | .489 | .337 | .722 | 3.1 | 1.4 | .9  | .6  | 10.5 |
| 2024-25 | Minnesota | 82  | 82  | 31.9 | .477 | .330 | .813 | 5.7 | 2.0 | 1.3 | .9  | 12.2 |
| Total   | Total     | 366 | 290 | 28.5 | .482 | .348 | .752 | 4.2 | 1.5 | .9  | .8  | 10.3 |

### Playoffs
| Año   | Equipo    | PJ | PT | MPP  | %TC  | %3P  | %TL  | RPP | APP | ROB | TPP | PPP  |
| ----- | --------- | -- | -- | ---- | ---- | ---- | ---- | --- | --- | --- | --- | ---- |
| 2022  | Minnesota | 6  | 0  | 21.6 | .529 | .500 | .833 | 2.8 | .7  | .3  | 1.8 | 9.3  |
| 2024  | Minnesota | 16 | 16 | 33.6 | .514 | .429 | .771 | 3.8 | 1.1 | .9  | 1.1 | 12.2 |
| 2025  | Minnesota | 15 | 15 | 33.1 | .515 | .382 | .893 | 5.6 | 1.5 | 1.3 | .9  | 14.7 |
| Total | Total     | 37 | 31 | 31.5 | .516 | .420 | .827 | 4.4 | 1.2 | .9  | 1.1 | 12.7 |